# Left Behind - La profezia
Left Behind - La profezia (Left Behind) è un film del 2014 diretto da Vic Armstrong.
Il film, con protagonista Nicolas Cage, è l'adattamento cinematografico del romanzo Gli esclusi, primo dei sedici capitoli della serie fantastico-apocalittica Left Behind, scritta da Tim LaHaye e Jerry B. Jenkins dal 1995 al 2007, basata sulle profezie bibliche di Giovanni, Ezechiele e Daniele. Inoltre è il remake del film Prima dell'apocalisse del 2000.

## Trama
Chloe, studentessa universitaria, torna a casa dal college di New York per fare una sorpresa al padre Rayford, pilota di una compagnia aerea, che compie gli anni; la madre Irene però afferma che Rayford non può venire per questioni di lavoro. Chloe allora si reca all'aeroporto per salutare il padre e per caso stringe amicizia con il reporter investigativo Cameron "Buck" Williams, che sta per prendere lo stesso volo di Rayford. Raggiunto dalla figlia, Rayford le chiede scusa e le assicura che tutto va bene nella famiglia, ma Chloe è già al corrente che il padre si è tolto la fede nuziale e ha un flirt con Hattie Durham, la sua assistente di volo: difatti, un inserviente dà a Chloe un paio di biglietti per un concerto a Londra ordinati da Rayford, segno che egli aveva già programmato in anticipo il volo.
Dopo aver ignorato un'altra predica dalla madre, Chloe porta il fratellino Raymie al centro commerciale, ma lì, non appena la sorella lo abbraccia, egli sparisce nell'aria, lasciandosi dietro solo i vestiti; la stessa cosa avviene con molti altri presenti al centro commerciale. In breve tempo si scatena il caos: gli acquirenti iniziano a saccheggiare i negozi, un'auto senza conducente sfonda le finestre del centro commerciale e un piccolo aereo senza pilota si schianta nel parcheggio, mentre Chloe vede telegiornali che raccontano di bambini e alcuni adulti che scompaiono, mentre si diffonde il panico in tutto il mondo. Anche nell'aereo il primo ufficiale, una hostess e tanti altri passeggeri, compresi tutti i bambini, sono scomparsi. Rayford fatica a trovare risposte e a contattare via radio e satellite, ma alla fine anche lui viene a sapere che il fenomeno accaduto nell'aereo si è verificato in tutto il mondo. Ben presto, un aereo senza pilota va in collisione con quello di Rayford, colpendone l'ala destra e causando una perdita di carburante; l'unica speranza per Rayford è che sia sufficiente per il ritorno al J.F.K. di New York.
Vedendo intanto che anche Irene, sua madre, è scomparsa (come si vede dai gioielli caduti a terra nella doccia ancora aperta), Chloe va alla chiesa dove andava di solito Irene, dove il pastore Bruce Barnes spiega che si è verificato il Rapimento della Chiesa descritto nella Bibbia, perché tutte le persone scomparse sono o credenti o bambini, e sta arrivando la fine del mondo; il pastore spiega anche che egli è rimasto sulla Terra perché non praticava quanto predicava. Rayford giunge intanto alla medesima conclusione dopo aver trovato prove della religione del suo copilota e gli effetti personali dell'assistente Hattie; dopo averle rivelato di essere sposato, Rayford la intima di farsi coraggio e di aiutarlo a calmare i passeggeri fino all'atterraggio.
Distrutta da quanto è successo alla famiglia, Chloe fa per buttarsi giù da un ponte, ma viene contattata da Buck, che si trova nella cabina di pilotaggio con Rayford: quegli spiega alla figlia che sta finendo il carburante, e non trova una pista di atterraggio in quanto gli aeroporti nella zona di New York sono chiusi e le strade intasate. Chloe trova un camion abbandonato e lo usa per ripulire l'attrezzatura da una strada in costruzione per creare una pista improvvisata, quindi tramite la sua bussola comunica a Rayford le coordinate del luogo di atterraggio. Rayford riesce a planare fino alla pista improvvisata, salvando i passeggeri, i quali, una volta scesi dall'aereo, vedono sgomenti il mondo avvolto dalle fiamme. Buck afferma che sembra la fine del mondo, ma Chloe lo informa che è solo l'inizio.

## Produzione
A causa di una insoddisfazione della qualità del film del 2000 Prima dell'Apocalisse, tratto dal primo libro della serie, Tim LaHaye presentò una denuncia contro la Namesake Entertainment e la Cloud Ten Pictures, sostenendo che c'era una violazione del contratto. Il 7 agosto 2008 la Cloud Ten Pictures annunciò di aver raggiunto un accordo alle denunce presentate contro essa e contro la Namesake Entertainment con cui vennero co-prodotti i primi tre film della saga (Prima dell'Apocalisse, Prima dell'Apocalisse 2 - Tribulation Force e Gli Esclusi - Il mondo in guerra). Dal 1º ottobre 2010 i diritti cinematografici della saga sono stati ufficialmente recuperati dalla Cloud Ten Pictures.
La Cloud Ten annunciò di star lavorando ad un reboot ad alto budget di film basati sulla serie di romanzi di Left Behind.
Il 31 ottobre 2011, Paul LaLonde e John Patus, che lavorarono già assieme per la realizzazione di Gli Esclusi - Il mondo in guerra, diffusero la notizia di aver ultimato la sceneggiatura del reboot. Il 19 ottobre 2012,The Hollywood Reporter riportò la notizia che lo stuntman Vic Armstrong avrebbe diretto il reboot del primo film della serie con un budget di 15 milioni di dollari.
Le riprese del film sono iniziate il 1º agosto del 2013 e si sono svolte nello Stato della Louisiana, tra cui nella città di Baton Rouge.
Il budget del film è stato di 16 milioni di dollari.

### Cast
Poco prima dell'uscita del film, nel settembre del 2014, Nicholas Cage rivelò che la sua scelta di partecipare al film è stata dettata principalmente dalla volontà di fare un favore a suo fratello Mark Coppola, prete e grande fan della saga.
Inizialmente l'attrice Tia Mowry-Hardrict era entrata nel cast per interpretare il ruolo di Shasta Carvell, ma successivamente viene sostituita dalla cantante Jordin Sparks.
L'attrice Ashley Tisdale si unì al cast nel gennaio 2013 per il ruolo di Chloe Steele, finché nell'agosto non abbandonò il progetto per lavorare in televisione. Il suo posto viene preso da Cassi Thomson.

## Promozione
Il primo trailer del film viene diffuso il 30 maggio 2014.

## Distribuzione
La pellicola è stata distribuita nelle sale cinematografiche statunitensi a partire dal 3 ottobre 2014, ed in quelle italiane dal 29 luglio 2015.

## Accoglienza

### Incassi
Left Behind ha incassato 14 milioni di dollari nel Nord America e 10 milioni nel resto del mondo, per un incasso totale di 24 milioni di dollari.

### Critica
Il film ha ricevuto riscontri unanimemente negativi da parte della critica e del pubblico. Sul sito Rotten Tomatoes, il film ha ricevuto lo 0% di recensioni positive con una media di valutazione di 2,40 su 10.
Il film è stato elogiato da LaHaye e Jerry Jenkins, autori della saga di Left Behind, i quali precedentemente ammisero di non aver apprezzato l'adattamento del 2000 e relativi seguiti a tal punto che LaHaye denunciò i realizzatori per violazione di contratto. LaHaye dopo aver visionato il film ad una proiezione in anteprima affermò, "È il miglior film che abbia mai visto sul rapimento", mentre Jenkins affermò, "Credo che [il film] renda giustizia al romanzo e rinnoverà interesse verso l'intera serie." Quando gli venne chiesto se fosse un buon film, Jenkins rispose, "È molto più che buono".

## Sequel
Lo sceneggiatore Paul LaLonde dopo l'uscita del film affermò che almeno due seguiti erano stati già programmati e che Thomson, Murray e Whelan firmarono per riprendere i loro ruoli.
Il 7 aprile 2015, LaLonde lanciò una campagna indipendente di crowfunding su Indiegogo chiedendo un contributo di 500,000 dollari. Dopo un mese la campagna guadagnò 80,699 dollari. Venne affermato inoltre che se l'obiettivo fosse stato raggiunto, LaLonde avrebbe iniziato a filmare il seguito nell'agosto 2015 per distribuirlo nelle sale nell'estate del 2016. Nel luglio di quello stesso anno Paul LaLonde annunciò sulla sua pagina Facebook che il finanziamento del seguito sarebbe continuato indipendentemente.
Nel frattempo Randy LaHaye, nipote dell'autore della saga Tim LaHaye, e già produttore di Left Behind - La Profezia, produsse il film Vanished – Left Behind: Next Generation distribuito poi il 28 settembre 2016. Il film intende iniziare un'ulteriore serie parallela agli eventi della prima iniziata con Left Behind - La Profezia ma attingendo ispirazione dalla serie cinematografica di Twiliight e rivolgendosi ad un pubblico giovanile. Il film si ispira parzialmente al primo capitolo della serie spin-off Left Behind: The Kids costituita complessivamente di quaranta libri e ambientata contemporaneamente alla saga principale. Il film è stato apprezzato dall'autore della saga e ulteriori seguiti sono in lavorazione.
Il 2 luglio del 2017, Paul LaLonde annunciò tramite Facebook di aver acquisito i diritti cinematografici dei sedici libri della saga. Ha affermato di essersi sentito "handicappato (handicapped)" riguardo ai primi tre capitoli della saga e che ora sarà finalmente in grado di realizzare la storia nella sua interezza fino all'ultimo capitolo. Il 2 gennaio 2018 è stato rivelato che la serie ora consisterà di sette fillm e che il prossimo consisterà nella trasposizione del terzo capitolo, Nicolae. L’ascesa dell’Anticristo, anche se non è noto se Cage, Whelan, Thompson e Murray riprenderanno i loro ruoli.
Nel novembre del 2021, LaLonde ha annunciato la produzione di un sequel intitolato Left Behind: Rise of the Anti-Christ diretto e interpretato da Kevin Sorbo al posto di Nicolas Cage per il ruolo di Rayford Steele. Il film sarà ambientato sei mesi dopo gli avvenimenti del film del 2014 e sarà un adattamento del terzo libro della saga appunto Nicolae: The Rise of Antichrist e la sua distribuzione è prevista per la fine del 2022.